# Lourdes Van-Dúnem
Maria de Lourdes Pereira dos Santos Van-Dúnem més coneguda com a Lourdes Van-Dúnem (Luanda, 29 d'abril de 1935 - 4 de gener de 2006) fou una cantant angolesa. Es va fer famosa en la dècada del 1960 amb el grup N'gola Ritmos, amb el que va treure el seu primer disc, Monami. Va fer gires per Portugal, Algèria, i Brasil. Després del seu primer àlbum, va passar al major part de la seva carrera amb el grup Jovens do Prenda.
Va morir el 2006 de febre tifoide i li va sobreviure la seva filla. El president d'Angola, José Eduardo dos Santos, va assistir al seu funeral.

## Primers anys
Va fer la primària a la Ligga Nacional Africana, secundària al Colégio de Dona Castro e Silva. va començar a cantar durant la seva època escolar. Treballà com a anunciant a Voz de Angola on va començar a cantar en kimbundu, llengua en la que cantaria durant anys. Durant els primers anys de la seva carrera va cantar en clubs i fou una de les poques cantants femenines reconegudes al país durant els anys 1960, quan el terreny musical era dominat per cantants masculins.

## Carrera musical
La seva carrera musical va començar el 1960 quan es va unir a la banda "N'gola Ritmos" amb Liceu Vieira Dias, José de Fontes Pereira, Amadeu Amorim i Belita Palma, que arribarien a convertir-se en llegendes de la música d'Angola i els partidaris del moviment anticolonial MPLA. Van-Dúnem va gravar el seu primer àlbum Monami, que fou força aclamat. Durant aquest període va viatjar per Sud-àfrica, Portugal, Brasil, Algèria, França, Espanya i Zimbàbue. Durant els anys 80 va ser secretària d'estat de Cultura i va viatjar extensament al nord i sud de Portugal. En 1997, es va publicar la segona versió de Ser mulher, amb el tema de New Africa / Portugal. Durant 1996, va gravar el disc del projecte SOWHY a París i la tarda del 29 d'agost de gravat de CD "Ser mulher" a Portugal.

## Reconeixement i treball social
El 29 de març 1991 fou guardonada amb el títol de La veu femenina més antiga d'Angola a l'Hotel Turismo. Se li va concedir el grau honorífic de "homenatge als pilars de la música angolesa" el 31 de juny de 1993. En el 420è aniversari de la fundació de la ciutat de Luanda el 24 de gener de 1996, se li va conferir el "diploma de govern de la ciutat de Luanda". Durant 1996, va formar part del projecte "So Why" del Comitè Internacional de la Creu Roja (CICR), juntament amb altres celebritats a l'Àfrica. Va treure un àlbum amb cinc cantants prominents (Papa Wemba, Youssou N'Dour, Lagbaja, Jabu Khanyile, Lucky Dube) inclòs un documental i un llibre titulat WOZA Àfrica, el benefici del qual va ser a les víctimes de la guerra a Àfrica. El pròleg va ser escrit per Nelson Mandela i la campanya era per donar suport a les víctimes de la Guerra Civil angolesa durant 1997. El 3 de setembre de 1997 fou premiada com "la més potent de la música angolesa". durant el festival "Ciutat del Sol" a Sud-àfrica. El 31 de desembre de 1997, fou guardonada amb el diploma de la Rádio Nacional de Angola, al programa de cap d'any "la millor veu femenina en la música angolesa".
Va morir de febre tifoide el 4 de gener de 2006 i la va sobreviure la seva filla. El President d'Angola, José Eduardo dos Santos, va assistir al seu funeral.